# Zdravko Kravos
Zdravko Kravos, italijanski redovnik, misijonarski šolski brat slovenskega rodu, * 15. februar 1925, Skrilje, Kraljevina Italija, † 2002, Luján, Argentina.

## Življenje in delo
Rodil se je slovenskim staršem, krojaču Miru in gospodinji Mariji Kravos, rojeni Pahor. Osnovno šolo je obiskoval v rojstnem kraju in eno leto v goriškem malem semenišču. Julija 1939 je odšel v Torino, kjer je vstopil v red maristov (ital. Fratelli Maristi delle Scoule, lat. Institutum Maristarum a Scholis, kratica F.M.S.). Tam je končal klasično gimnazijo z maturo in aprila 1943  opravil noviciat z malimi zaobljubami. Leta 1947 je odšel v Buenos Aires, kjer je naslednje leto v mestu Lujan v Marijinem svetišču in sedežu lazaristov in maristov opravil končne zaobljube. V Lujanu se je naučil tudi španščine in končal učiteljišče. Kot učitelj je poučeval na več osnovnih šolah po Argentini in istočasno študiral na Univerzi v Buenos Airesu ter leta 1956 diplomiral iz latinščine in angleščine. Kot srednješolski profesor je v letih 1956—1971 poučeval angleščino na srednjih šolah v mestih Rafaela in Rosario (provinca Santa Fe), ko se je prostovoljno javil za delo v misijonih v Afriki. V srednjih šolah v Kamerunu je 14 let poučeval latinščino, angleščino, francoščino, matematiko, telesno vzgojo in lov na kače. Pomagal je tudi pri kopanju nad 100 vodnjakov. Poleg tega je bil 10 let prevoznik v zavodu za gobavce. Leta 1984 je odšel v Zambijo, kjer je v maristični postojanki Chassa nadaljeval delo profesorja na srednji šoli.